# Urotheca pachyura
Urotheca pachyura — вид змій родини полозових (Colubridae). Мешкає в Коста-Риці і Панамі.

## Поширення і екологія
Urotheca pachyura мешкають на карибських схилах і в передгір'ях на території Коста-Рики і західної Панами. Вони живуть у вологих рівнинних і гірських тропічних лісах, на висоті до 1600 м над рівнем моря.